# Веселкова, Людмила Павловна
Людмила Павловна Веселкова (до замужества — Семенюта) (род. 25 октября 1950, Дорожнянка, Запорожская область, Украинская ССР, СССР) — советская легкоатлетка, специализирующаяся в беге на средние дистанции. Серебряный призёр чемпионата Европы 1982 года. Победительница Кубка мира IAAF 1981 года. Пятикратная чемпионка СССР (1978, 1980, 1981). Заслуженный мастер спорта СССР (1981).

## Биография
Людмила Павловна Семенюта родилась 25 октября 1950 года. В 1969 году начала заниматься бегом под руководством тренера Е. П. Десятника. Училась в ГБОУ ДОД СДЮСШОР «ШВСМ по легкой атлетике» г. Ленинграда. Затем тренировалась у Н. Е. Малышева и С. М. Веселкова. Выступала за спортивный клуб ДСО «Труд». С 1978 по 1984 год входила в сборную страны по лёгкой атлетике.
Первую золотую медаль завоевала на чемпионате СССР в 1978 году в эстафете 4×800 м. В последующие годы неоднократно побеждала на чемпионатах страны, крупнейших всесоюзных и международных соревнованиях.
Окончила институт физической культуры имени П. Ф. Лесгафта в Ленинграде.

## Основные результаты

### Международные
| Год  | Соревнования     | Место проведения  | Дисциплина | Место | Результат |
| ---- | ---------------- | ----------------- | ---------- | ----- | --------- |
| 1981 | Кубок Европы     | Загреб, Югославия | 800 м      | 2     | 1:57,25   |
| 1981 | Кубок мира IAAF  | Рим, Италия       | 800 м      | 1     | 1:57,48   |
| 1982 | Чемпионат Европы | Афины, Греция     | 800 м      | 2     | 1:55,96   |

### Национальные
| Год  | Соревнования   | Место проведения | Дисциплина       | Место | Результат |
| ---- | -------------- | ---------------- | ---------------- | ----- | --------- |
| 1978 | Чемпионат СССР | Тбилиси          | 800 м            | 2     | 1:57,8    |
| 1978 | Чемпионат СССР | Тбилиси          | эстафета 4×800 м | 1     | 8:01,9    |
| 1980 | Чемпионат СССР | Москва           | 800 м            | 1     | 1:59,0    |
| 1980 | Чемпионат СССР | Москва           | 1500 м           | 1     | 4:03,6    |
| 1981 | Чемпионат СССР | Ленинград        | 800 м            | 1     | 1:57,62   |
| 1981 | Чемпионат СССР | Ленинград        | 1500 м           | 1     | 4:02,96   |
| 1982 | Чемпионат СССР | Киев             | 800 м            | 3     | 1:57,85   |